# Jodokus de Marmot
Jodokus de Marmot is een personage uit de Nederlandse poppenserie De Fabeltjeskrant.
Hij is goed bevriend met Droes de Beer met wie hij een woning deelt. De twee hebben een haat-liefdeverhouding, voornamelijk doordat Droes altijd over zijn toeren raakt door het vele nagelbijten van Jodokus.
Halverwege de jaren zeventig vertrok Jodokus naar het Verre Dierenbos. In de tweede serie van  De Fabeltjeskrant, die begon in de jaren tachtig, kwam hij dan ook niet meer voor. Wel is één keer in die periode zijn naam gevallen, tijdens een gesprek over de pruimverslaving van Chico Lama.
Jodokus' stem werd ingesproken door stemactrice Elsje Scherjon.